# Myszoskoczka wydmowa
Myszoskoczka wydmowa (Gerbillus andersoni) – gatunek ssaka z podrodziny myszoskoczków (Gerbillinae) w obrębie rodziny myszowatych (Muridae), występuje w Afryce Północnej i Azji Zachodniej.

## Taksonomia
Gatunek po raz pierwszy zgodnie z zasadami nazewnictwa binominalnego opisał w 1902 roku brytyjski zoolog William Edward de Winton nadając mu nazwę Gerbillus andersoni. Holotyp pochodził z dzielnicy Mandara, we wschodniej części Aleksandrii, w Egipcie.
Analiza molekularna G. andersoni z Egiptu potwierdziła jego ważność i wskazała, że tworzy grupę siostrzanym z G. gerbillus. Może reprezentować kompleks gatunkowy. Autorzy Illustrated Checklist of the Mammals of the World rozpoznają dwa podgatunków.

### Etymologia
- Gerbillus: fr. gerboa lub jerboa „myszoskoczek”, od arab. ‏جَرْبُوع‎ jarbū „mięśnie grzbietu i lędźwi”; łac. przyrostek zdrabniający -illus[14].
- andersoni: prof. dr John Anderson (1833–1900), brytyjski zoolog, kolekcjoner, nadinspektor w Muzeum Indyjskim w Kolkacie w latach 1865–1887[15].
- allenbyi: marsz. polny Edmund Henry Hynman Allenby, 1. wicehrabia Allenby z Megiddo (1861–1936), kawaleria British Army, dowódca egipskich sił ekspedycyjnych w latach 1917–1918, wysoki komisarz ds. Egiptu w latach 1919–1925[16].

## Występowanie
Zasięg tego gatunku obejmuje południowo-zachodnią Jordanię, Izrael, Egipt (Półwysep Synaj, Deltę Nilu i tereny na południe od niej po oazę Fajum) i przybrzeżne obszary Libii i Tunezji. Gatunek zamieszkuje nadmorskie równiny i pustynie, obszary piaszczyste takie jak gaje palmowe, uprawiane i opuszczone tereny półpustynne, porośnięte roślinnością wydmy w oazach i nad Morzem Śródziemnym.
Zasięg występowania w zależności od podgatunku:
- G. andersoni andersoni – wybrzeże północnej Afryki, od Tunezji na wschód do Egiptu.
- G. andersoni alienbyi – Synaj (Egipt), Izrael, Palestyna i zachodnia Jordania.

## Wygląd
Jest to mała myszoskoczka; długość ciała (bez ogona) 70–115 mm, długość ogona 90–135 mm, długość ucha 14–18 mm, długość tylnej stopy 25–32 mm; masa ciała 16–38 g. Występuje dymorfizm płciowy: samce są większe i mają dłuższy ogon niż samice. Wierzch ciała ma kolor piaskowy do pomarańczowobrązowego, z czarną domieszką pośrodku grzbietu. Włosy u nasady są szare, dopiero dalej pomarańczowobrązowe; niektóre mają też czarne czubki. Boki ciała są bledsze niż grzbiet, pokryte białymi włosami o pomarańczowych czubkach. Spód ciała jest czysto biały, wyraźnie oddzielony; białe są też nogi i stopy. Na głowie wyraźny jest pas ciemno zakończonych włosów ciągnący się od nosa pod okiem do podstawy ucha. Mogą być widoczne też białe plamki nad okiem i za uszami. Podeszwy stóp są owłosione. Ogon jest długi, z niewyraźną brązową kitką.

## Tryb życia
Myszoskoczka wydmowa prowadzi nocny, naziemny tryb życia. Dzięń spędza w norze. Jest wszystkożerna, w ciągu roku 35% jej diety stanowią nasiona, 19% liście, 15% cebulki irysów, 8% inne rośliny, a 20% owady. Zimą je więcej liści, latem więcej pokarmu zawierającego wodę.

## Rozmnażanie
Myszoskoczki wydmowe na Pustyni Zachodniej w Egipcie rozmnażają się zimą (styczeń-luty) i wiosną (luty-maj). Około 70% rozmnażających się gryzoni to zeszłoroczne młode, mające 8–12 miesięcy, do 30% stanowią osobniki, które dożyły drugiego sezonu rozrodczego i mają 18–24 miesiące. W miocie rodzi się od 3 do 7 młodych (średnio 3,9). Niektóre samce przystępują do rozrodu już mając 5,5 miesiąca i masę zaledwie 20 g, ale większość dopiero osiągnąwszy 30 g.

## Populacja i zagrożenia
Myszoskoczka wydmowa zamieszkuje duży obszar, jest pospolita w sprzyjającym środowisku. Nie wiadomo, jaki jest trend zmian jej liczebności. Nie są znane poważne zagrożenia dla gatunku, choć nadmierny wypas może być problemem dla myszoskoczek w niektórych obszarach. Znanych jest sześć gatunków pcheł pasożytujących na tych gryzoniach. Międzynarodowa Unia Ochrony Przyrody uznaje myszoskoczkę wydmową za gatunek najmniejszej troski.